# Trapezoptera lobata
Trapezoptera lobata är en fjärilsart som beskrevs av Gustaaf Hulstaert 1924. Trapezoptera lobata ingår i släktet Trapezoptera och familjen nattflyn. Inga underarter finns listade i Catalogue of Life.